# سمفونی شماره ۴۲
سمفونی شماره ۴۲ (انگلیسی: Symphony No. 42) یک فیلم انیمیشن کوتاه است که در سال ۲۰۱۴ منتشر شد.

## داستات
این پویانمایی محصول دانشگاه هنر و طراحی موهوی-ناگ (به انگلیسی: Moholy-Nagy University of Art and Design) می‌باشد که به کارگردانی ریکا بوچی (به انگلیسی: Réka Bucsi) ساخته شده و در سال ۲۰۱۴ عرضه شده‌است. داستان پویانمایی با ۴۷ اتفاق مختلف و روایتی غیرمتعارف، دنیایی خیالی را به تصویر می‌کشد. این انیمیشن شامل رویدادهایی کوچک و ارتباط غیرمنطقی و عجیب دنیای پیرامون ماست که توسط عوامل متعددی ایجاد می‌شود و ناشی از اثر متقابل انسان و طبیعت است…